# Бемроуз, Уильям
Уильям Бемроуз (англ. William Bemrose) — управляющий Дербского фарфора, печатного бизнеса, автор биографии художника Джозефа Райта, мастер резьбы по дереву.

## Биография

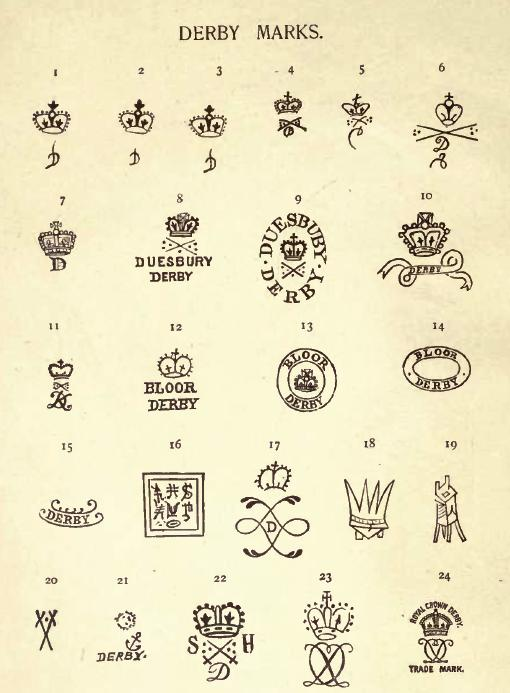
Печати фарфоровых фабрик Дерби; из книги Бемроуза

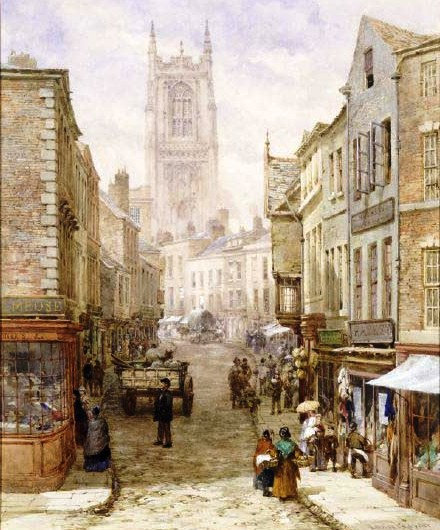
Одно из первых помещений типографии Бемроуза на Аййронгейт

Бемроуз родился в Дерби 30 декабря 1831 года. Был назван в честь своего отца. Он был средним из трёх сыновей, кроме того, у него была младшая сестра. Старший брат Уильяма, Генри Хоув Бемроуз, был депутатом, и в 1897 году стал баронетом.
Бемроуз ходил в школу при Колледже короля Вильгельма в Каслтауне на острове Мэн, прежде чем войти в печатный бизнес отца. Генри и Хоув расширили бизнес за пределы Англии после смерти отца в 1857 году. В 1858 году Генри женился на Маргарет Романа (англ. Margaret Romana).
В 1854 году он вместе со своим братом запатентовал вращающуюся машину, предназначенную для создания зубцовки марок. Машина оказалась непригодна для данной задачи, но позднее её принцип был успешно использован для создания перфорации.
Позже Генри стал директором Дербского фарфора, но всю жизнь он интересовался художественными работами. В 1862 году он опубликовал предположительно первую инструкцию по резьбе по дереву, которая выдержала 12 изданий. Он также публиковал книги по резьбе, инкрустации по дереву, бумажной мозаике и бумажно-розеточным работам. В 1870 году он стал соавтором по книге о Дербиширском фарфоре, а затем опубликовал свои собственные работы «Bow, Chelsea and Derby Porcelain» и «Longton Hall Porcelain».
Бемроуз был художником-любителем и председательствовал в комитете Художественной галереи Дерби. Он коллекционировал картины и фарфор, которые приобретал во время своих путешествий. Кульминацией его интереса к искусству является академическое изучение работ Джозефа Райта, опубликованное в его собственной типографии. Он также был вице-президентом Клуба зарисовок Дерби и членом Дербского археологического общества. Он также принимал участие в организации детского дома и служил в семнадцать лет в Первых волонтёрах Дерби.
В 1901 году его первая жена умерла, оставив ему пятеро сыновей и дочь. Два года спустя он женился на Лилиан (Lilian), вдове местного владельца газеты. Бемроуз умер в Бридлингтоне 6 августа 1908 года, был похоронен в Дерби. Типография, созданная Бемроузом-старшим в 1826 году, содержала штат вплоть до 1500 сотрудников в июне 2010 года, когда она, BemroseBooth, была закрыта.